# Carsten Bokemeyer
Carsten Bokemeyer (* 15. September 1962 in Braunschweig) ist ein deutscher Internist.
Bokemeyer war seit 1999 Oberarzt und seit 2000 außerplanmäßiger Professor an der Universitätsklinik Tübingen in der Abteilung Innere Medizin II – Hämatologie, Onkologie, Immunologie und Rheumatologie. 
Am 1. Dezember 2004 wurde er als Nachfolger von Dieter Kurt Hossfeld auf die C4-Professur für Innere Medizin und zugleich zum Direktor der Medizinischen Klinik II am Universitätsklinikum Hamburg-Eppendorf berufen. 

## Auszeichnungen
- 2000 Deutscher Krebspreis; Carsten Bokemeyer (klinischer Teil) zusammen mit Rolf Müller (experimenteller Teil)
- 2014 ESMO Award der European Society for Medical Oncology (ESMO)